# Himaldroma altus
Himaldroma altus is een hooiwagen uit de familie Sclerosomatidae.